# Scincopus fasciatus
Genre
Espèce
Synonymes
- Scincus fasciatus Peters, 1864
- Cyclodus brandtii Strauch, 1866

Statut de conservation UICN

 DD  : Données insuffisantes
Scincopus fasciatus, unique représentant du genre Scincopus, est une espèce de sauriens de la famille des Scincidae.

## Description
L'espèce à la forme fuselée typique des scincidae, le rostre est légèrement aplatit et la queue courte. La couleur de corps et brun clair orangé, le ventre crème. Quatre bandes noires traverse son dos, les yeux sont cerclés de noir. Quelques petites taches noires peuvent être présentes sur la tête de l'animal. D'une vingtaine de centimètres, c'est une petite espèce.

## Écologie
L'espèce habite les savanes et plateaux arides (d'après les collecteurs locaux). Scincopus est insectivore, mais semble avoir des tendances opportunistes, acceptant même certains végétaux en captivité. L'espèce est ovipare. Les mœurs de l'espèce sont très peu étudiées.

## Répartition

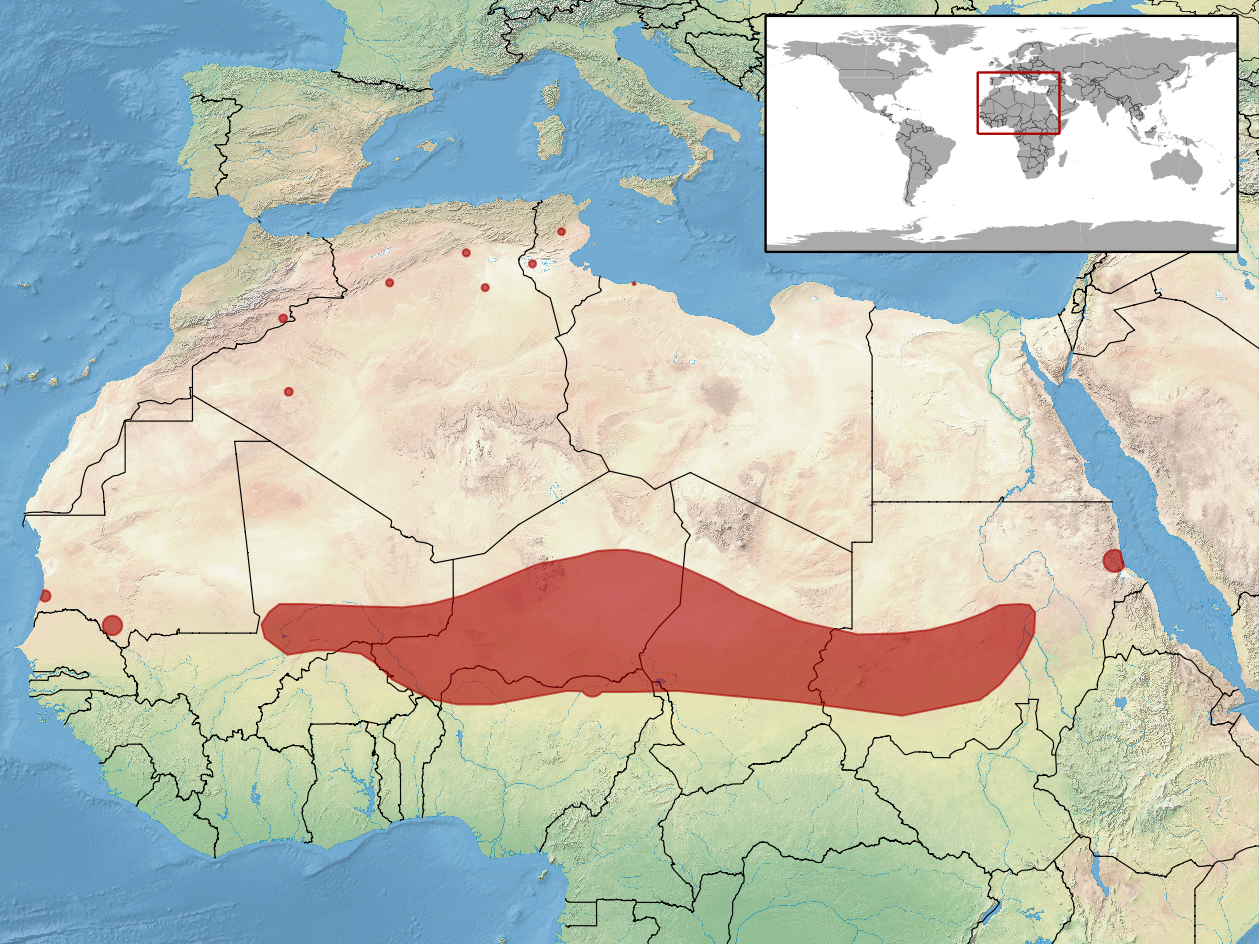
Répartition de l'espèce.

Cette espèce se rencontre au Maroc, en Algérie, en Tunisie, au Sahara occidental, en Mauritanie, au Mali, au Niger, au Tchad, au Soudan, au Soudan du Sud et en Libye.

## Liste des sous-espèces
Selon The Reptile Database (5 décembre 2012) :
- Scincopus fasciatus fasciatus (Peters, 1864)
- Scincopus fasciatus melanocephalus Lanza & Corsi, 1981

## Publications originales
- Lanza & Corsi, 1981 : Notes on Scincopus fasciatus with a Description of a new Subspecies. Monitore Zoologico Italiano: Italian Journal of Zoology, sér. 3, vol. 14, p. 17-29.
- Peters, 1864 : Die Eidechsenfamilie der Scincoiden, insbesondere über die Schneider'schen, Wiegmann'schen und neue Arten des zoologischen Museums. Monatsberichte der Königlichen Akademie der Wissenschaften zu Berlin, vol. 1864, p. 44-58 (texte intégral).